# Маклаков, Андрей Яковлевич
Андрей Яковлевич Маклаков (1906—1976) — капитан промысловых судов, инициатор скоростных свежьевых рейсов. Герой Социалистического Труда (13.04.1963).

## Биография
Подростком плавал на рыболовных судах зуйком. С 1921 г. — ученик сетевяза сетевязальной мастерской в г. Архангельске, матрос рыболовного траулера «Пинагор».
В 1930 г. окончил Учебно-курсовой комбинат по программе среднего мореходного училища в г. Мурманске, служил помощником тралмейстера, тралмейстером, капитаном промысловых судов Мурманского тралового флота.
Участник Великой Отечественной войны, в 1941 — боцман сторожевого корабля, командир катера СКА-217 Северного флота.
3 апреля 1942 СКА-211, на котором он служил, подвергся бомбежке и получил пробоины, несмотря на разрывы бомб в 50-60 метров, Маклаков вёл огонь из пулемёта по пикирующим самолётам, руководил заделыванием пробоин, благодаря чему катер не затонул. В 1942 году катер боцмана Маклакова участвовал в высадке десантов в тылу врага, перевозкой раненых под огнём противника. В апреле 1943 г. катер СКА-217 под руководством Маклакова сделал 6 рейсов в губу Пуманки, перевезя около 20 тонн продовольствия и 10 тонн боезапаса.
В 1945—1962 гг. — штурман траулера «Полярный», капитан траулеров «Ленинград», «Умба», «Симферополь», всего на 13 траулерах.
с 1963 г. — капитан экспериментального траулера РТ-26 «Треска».
с 1965 — на пенсии, проживал в г. Петрозаводске.
Изобретатель разноглубинного трала для промысла сельди.
Депутат Верховного Совета СССР 4-го созыва (1954—1956).
Похоронен в г. Петрозаводске

## Награды
- Орден Красного Знамени (1943)[4]
- Орден Ленина (1963)
- Орден Трудового Красного Знамени
- Медаль «За оборону Советского Заполярья»,
- Медаль «За победу над Германией в Великой Отечественной войне 1941—1945 гг.».

## Память
- Именем А. Я. Маклакова названа улица в г. Мурманске[5]
- Мемориальная доска А. Я. Маклакову в г. Мурманске
- Его именем был назван автономный рыболовный траулер морозильный Министерства рыбного хозяйства СССР[6]
- Поэтом К. М. Весниным ему посвящена поэма «Золотая Звезда».